# Метаалуноґен
Метаалуноґен, метаалюноґен (рос. метаалу(ю)ноген; англ. meta-alunogen; нім. Metaalunogen m) — мінерал, водний сульфат алюмінію.

## Загальний опис
Хімічна формула: Al2(SO4)3•13,5H2O (замість 18•H2O у алуноґену).
Склад у % (Чилі): Al2O3 — 17,33; SO3 — 41,04; H2O — 41,44.
Продукт часткового природного зневоднення алуноґену, по якому утворює псевдоморфози.
Сингонія моноклінна.
Білий порошкуватий з восковим або перламутровим полиском.
Знайдений у вивітрілих андезитах з родовища Франціско де Вергара (Чилі).
Рідкісний.
Від мета... й назви мінералу алуноґену (S.G.Gordon, 1942).